# Hans Heyne (Manager)
Hans Heyne (* 4. Oktober 1900 in Dresden; † 24. Dezember 1973 in Lindenberg im Allgäu) war ein deutscher Wirtschaftsmanager in der Zeit des Nationalsozialismus und in der Bundesrepublik Deutschland. Er leitete von 1951 bis 1964 die Telefunken GmbH/AG und war in Personalunion von Oktober 1962 bis Dezember 1964 auch Vorstandsvorsitzender der Telefunken-Muttergesellschaft AEG.

## Leben
Heynes Großvater mütterlicherseits war Heinrich Ernemann, Gründer der Dresdner photographische Apparate-Fabrik Ernemann & Matthias; Hans Heynes Vater war Leiter des Werkes. Nach dem Abitur arbeitete er als Dampflokheizer, im Kohlenbergbau sowie auf Handelsschiffen als Maschinist. Danach studierte er bis 1926 Stark- und Schwachstromtechnik an der TH Dresden und war als Werkstudent Hilfsmonteur für Arbeiten an Hochspannungsmasten.
An einer Mitarbeit im elterlichen Betrieb hatte er kein Interesse und begann nach dem Studienabschluss eine Tätigkeit bei der Koch & Sterzel AG in Dresden. Ab 1928 hatte er Prokura und verkaufte u. a. in den USA Lizenzen und Patente an General Electric. An der TH Dresden promovierte er 1928 zum Dr.-Ing. mit einer Dissertation über das Messen von Gewitterblitzen, die als „wesentlicher Fortschritt der Hochspannungstechnik“ gelobt wurde.
Mit einer Empfehlung von General Electric, die bereits vor dem Ersten Weltkrieg mit der AEG finanziell verflochten waren (Union-Elektricitäts-Gesellschaft), begann als Vorstandsassistent 1934 eine Karriere bei der Allgemeinen Elektricitäts-Gesellschaft in Berlin. 1938 wurde Heyne zum Generalbevollmächtigten und 1942 zum Vorstandsmitglied der AEG ernannt. Er leitete den unter Rüstungsminister Albert Speer geschaffenen „Hauptausschuss Flugzeugausrüstung“ und den „Sonderausschuss für Flugzeugelektrotechnik“. Für seine Mitarbeit im „Jägerstab“ erhielt er im Mai 1944 das Ritterkreuz des Kriegsverdienstkreuzes mit Schwertern. Er war neben Waldemar Petersen und
Friedrich Gladenbeck einer der führenden Personen in der AEG-Rüstungsforschung.
Ab 1950 war er in leitender Position bei der AEG-Tochtergesellschaft Telefunken; von 1951 bis 1964 war Heyne deren Generaldirektor bzw. Vorstandsvorsitzender (ab 1963). Nach dem plötzlichen Tod von AEG-Chef Hugo Bäurle im Januar 1962 war Bäurles Vorgänger, der Aufsichtsratsvorsitzende Hans C. Boden wieder AEG-Chef, bis im Oktober 1962 schließlich Hans Heyne den Vorstandsvorsitz bekam, der auf Bodens Wunsch auf maximal fünf Jahre limitiert wurde. Als Wunschkandidat der AEG-Hausbanken übernahm den Posten am 1. Januar 1965 Berthold Gamer, der jedoch mit Heyne als neuem Aufsichtsratsvorsitzendem nicht harmonierte. Dieser betrieb bald öffentlich die Ablösung Gamers, der in Folge ab Ende Oktober 1965 seine Tätigkeit bei der AEG nicht mehr ausübte.
Hans C. Boden wurde Anfang 1966 erneut Aufsichtsratsvorsitzender und damit Nachfolger Heynes, der auf Drängen der Banken nach seinen jahrelangen Querelen in der AEG um leitende Positionen den Konzern verlassen musste und sich zur Ruhe setzte. Heynes größtes Ziel, die Verschmelzung der AEG mit ihrer Tochtergesellschaft Telefunken, erfüllte sich schließlich Anfang 1967 unter der Regie von Gamers Nachfolger  Hans Bühler (1903–1997).

## Auszeichnungen
- 1964: Großes Verdienstkreuz mit Stern des Verdienstordens der Bundesrepublik Deutschland[1]